# Chapelle des franciscaines (Lille)
La chapelle des franciscaines est une chapelle de style néogothique, construite en 1887, située 26 rue d'Angleterre à Lille.

## Architecture
La chapelle fait partie d'une construction plus vaste qui appartenait à la congrégation des Sœurs de Notre-Dame de la Treille.
La propriété des Sœurs était à l'origine composée de sept maisons contiguës à l'emplacement de l'ancien collège de la collégiale Saint-Pierre construit de 1748 à 1751. La Supérieure générale, Mère Aloysia, décida d'entreprendre la construction d'un ensemble plus homogène, et les sept maisons furent rasées, remplacées par une construction rectangulaire enserrant un jardin. La chapelle, de style ogival, forme un des quatre côtés du rectangle.
La construction fut financée à l'époque par le Crédit Foncier, qui répartit l'investissement sur trente ans.
Le mobilier de la chapelle comprend une statue de Notre-Dame de la Treille (sainte patronne de Lille) trônant dans une niche au-dessus de l'autel et aussi un orgue issu des ateliers Delmotte Frères (à Tournai). La chaire et probablement les confessionnaux sont issus des ateliers de Gustave Pattein. Les murs sont entièrement peints ; les plans des peintures murales ont été créés par Mgr Deshaine. Une autre statue, à l'extérieur, représente aussi Notre-Dame de la Treille.

## Galerie

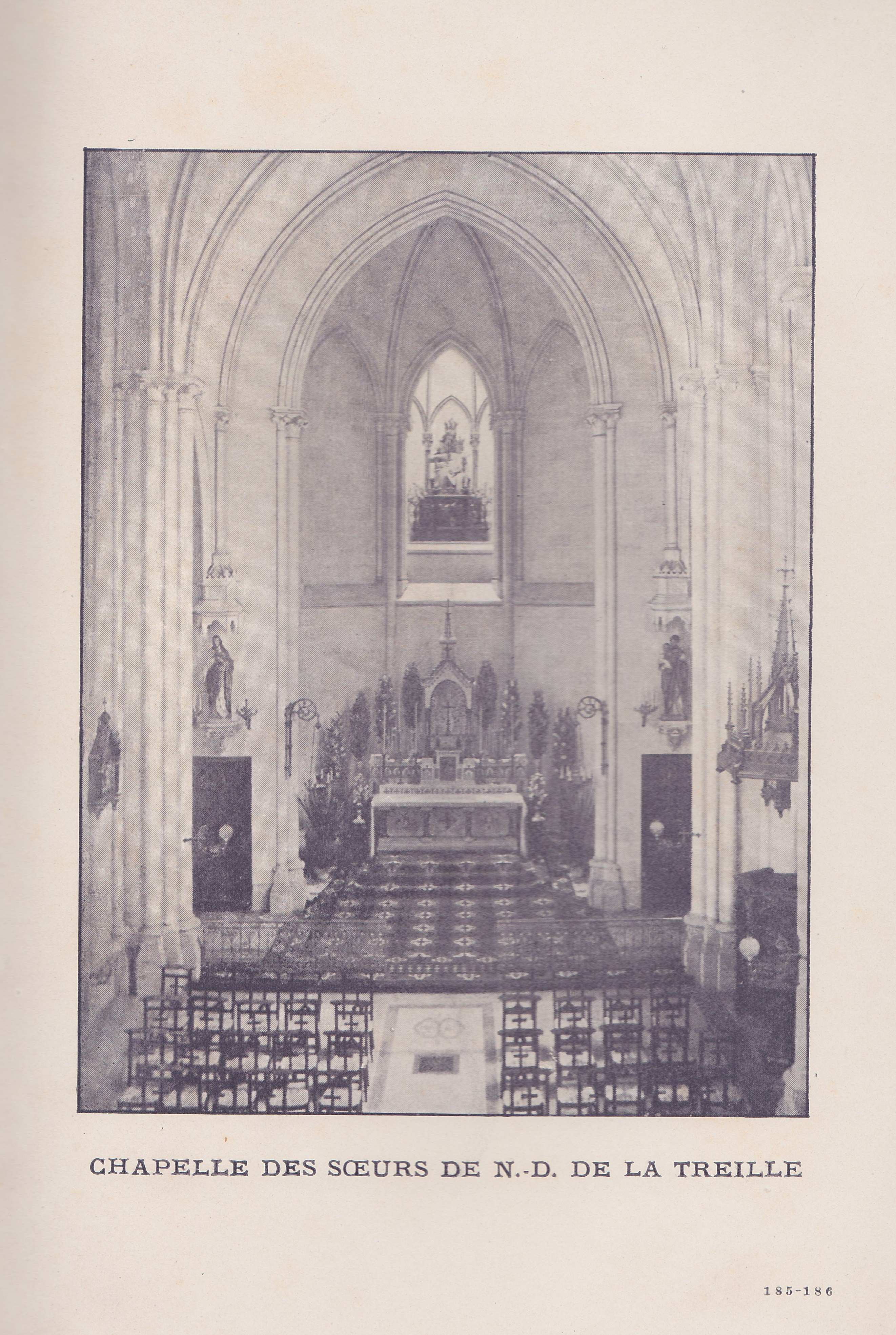
Intérieur à la fin du XIXe siècle
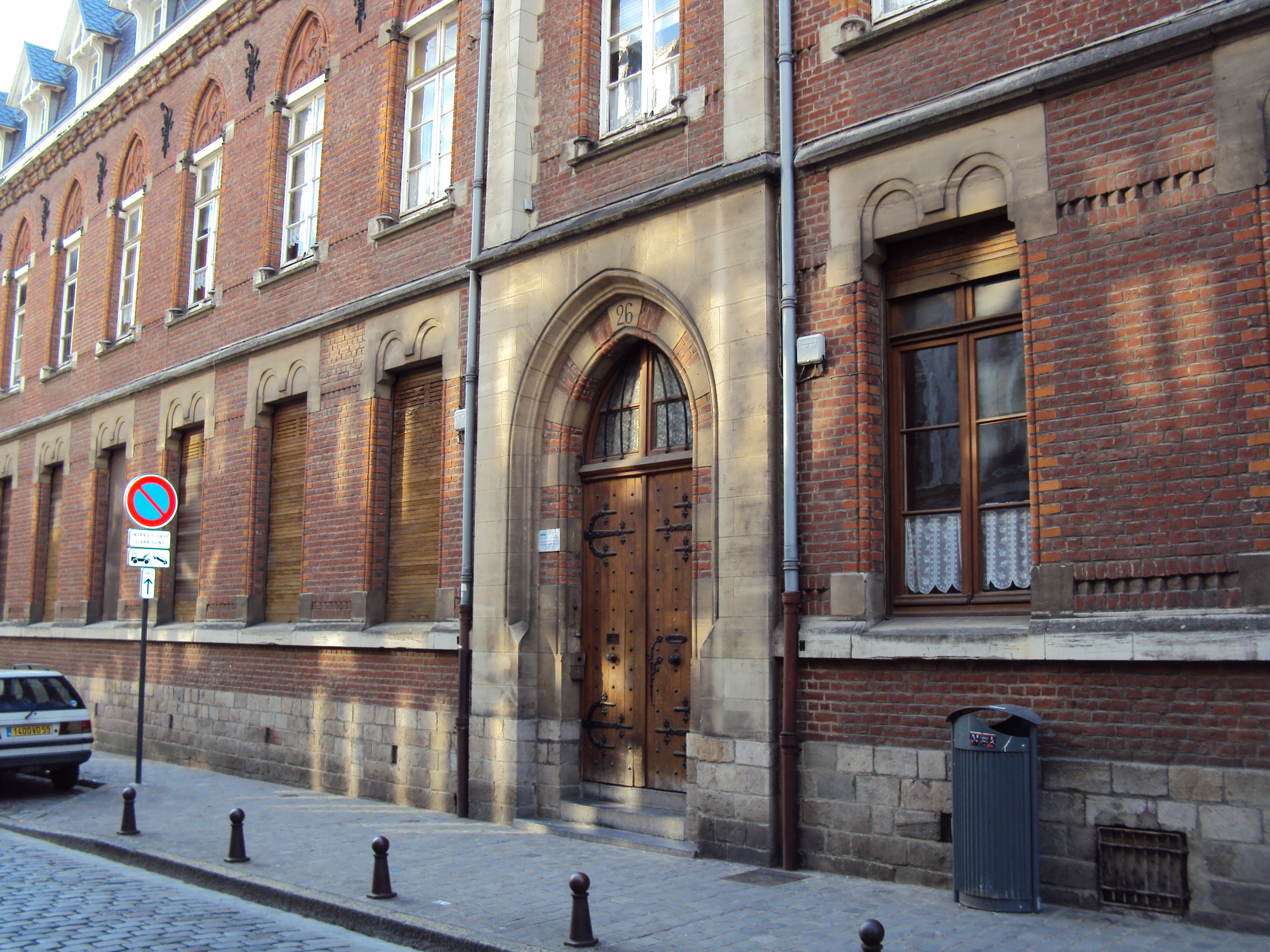
Vue de l'entrée